# Weißscheitel-Seeschwalbe
Die Weißscheitel-Seeschwalbe (Sterna trudeaui) auch Weißscheitelseeschwalbe ist eine Vogelart aus der Familie der Seeschwalben (Sternidae).
Sie kommt entlang der Atlantikküste von Brasilien (Rio de Janeiro) und Uruguay südlich bis Argentinien (südlich von Buenos Aires) sowie in Chile (von Aconcagua bis Llanquihue-Inseln) entlang der Pazifikküste, selten auch in Peru vor und als Irrläufer auf den Falklandinseln.
Ihr Verbreitungsgebiet umfasst Sümpfe, flache Seen, Wattgebiete, allgemein Feuchtgebiete aus Süß- oder Salzwasser. Sie brütet auf bewachsenen Lagunen der Pampa.
Der lateinische Name bezieht sich auf Dr James de Berty Trudeau (1817–1887).

## Beschreibung
Die Weißscheitel-Seeschwalbe ist etwa 35 cm groß, sie wiegt zwischen 146 und 160 g,
die Flügelspannweite beträgt 76 bis 78 cm.
Sie ist ein relativ großer Vogel mit massivem Kopf und dickem Hals, sie  ist überwiegend weiß mit blassgrauer Oberseite, vor dem Auge ist ein schwarzer Fleck, hinter dem Auge ein dunkles Band.
Im Schlichtkleid ist der Schnabel schwarz mit gelber Spitze, im Brutkleid orange mit schwarzem Außenstreifen. Sie hat lange, perlweiße Flügel und orangefarbene Beine.
Im Schlichtkleid ähnelt sie der Brandseeschwalbe, ist aber blasser und hat einen weißen Kopf.

## Stimme
Der Ruf des Männchens wird als Reihe von schnellen "je-je-je-je" Tönen oder als ein kurzes, kratziges "jeeer" beschrieben.

## Lebensweise
Die Nahrung besteht aus kleinen Fischen (gerne neuweltliche Ährenfische) und Insekten.
Die Brutzeit liegt vermutlich zwischen Oktober und Dezember.

## Gefährdungssituation
Die Weißscheitel-Seeschwalbe gilt als nicht gefährdet (least concern).